# Beegden
Beegden est un village néerlandais situé dans la commune de Maasgouw, dans la province du Limbourg néerlandais. En 2006, le village comptait environ 1 800 habitants.

## Histoire
Beegden a été une commune indépendante jusqu'au 1er janvier 1991. À cette date, Beegden fusionne avec Heel en Panheel et Wessem pour former la nouvelle commune de Heel.